# Couvent des Bernardines de Lyon
Le couvent des Bernardines de Lyon est une ancienne abbaye de cisterciennes située dans la montée Saint-Sébastien, sur les pentes de La Croix-Rousse, dans le 1er arrondissement de Lyon. Elle est fondée en 1631, déménage en 1642 en ce lieu, où elle demeure jusqu'à sa fermeture par les révolutionnaires en avril 1790.

## Historique

### Contexte
La fondation du couvent du Lyon, et plus généralement des divers couvents des bernardines réformées, s'explique tout d'abord par la crise que vivait alors l'ordre cistercien. Depuis 1516 et le concordat de Bologne, l'immense majorité sinon la totalité des abbayes était placée sous le régime de la commende : l'abbé (ou l'abbesse) n'était plus un religieux ou une religieuse, mais un ou une noble choisi(e) par le suzerain local, ou, de plus en plus, directement par le roi. Les monastères entrent en crise, au début spirituelle, puis matérielle et économique.
Plusieurs tentatives de réforme sont faites au XVIe et surtout au XVIIe siècle, et sont expérimentées avec succès aux Feuillants près de Toulouse, à Sept-Fons en Bourbonnais, à La Trappe en Normandie (la seule réforme qui subsiste durablement après la Révolution française), enfin à Sainte-Catherine du Mont, à Annecy. Cette dernière réforme, la seule qui concerne explicitement les femmes, est initiée par Louise de Ballon avec le soutien de l'évêque de Genève, François de Sales.
Cette dernière réforme a un impact considérable en Savoie et dans tout le sud-est de la France. La maison-mère des Bernardines réformées s'établit à Rumilly, et essaime ensuite dans les Alpes du Nord, la vallée du Rhône, et jusqu'à Toulouse.

### Fondation

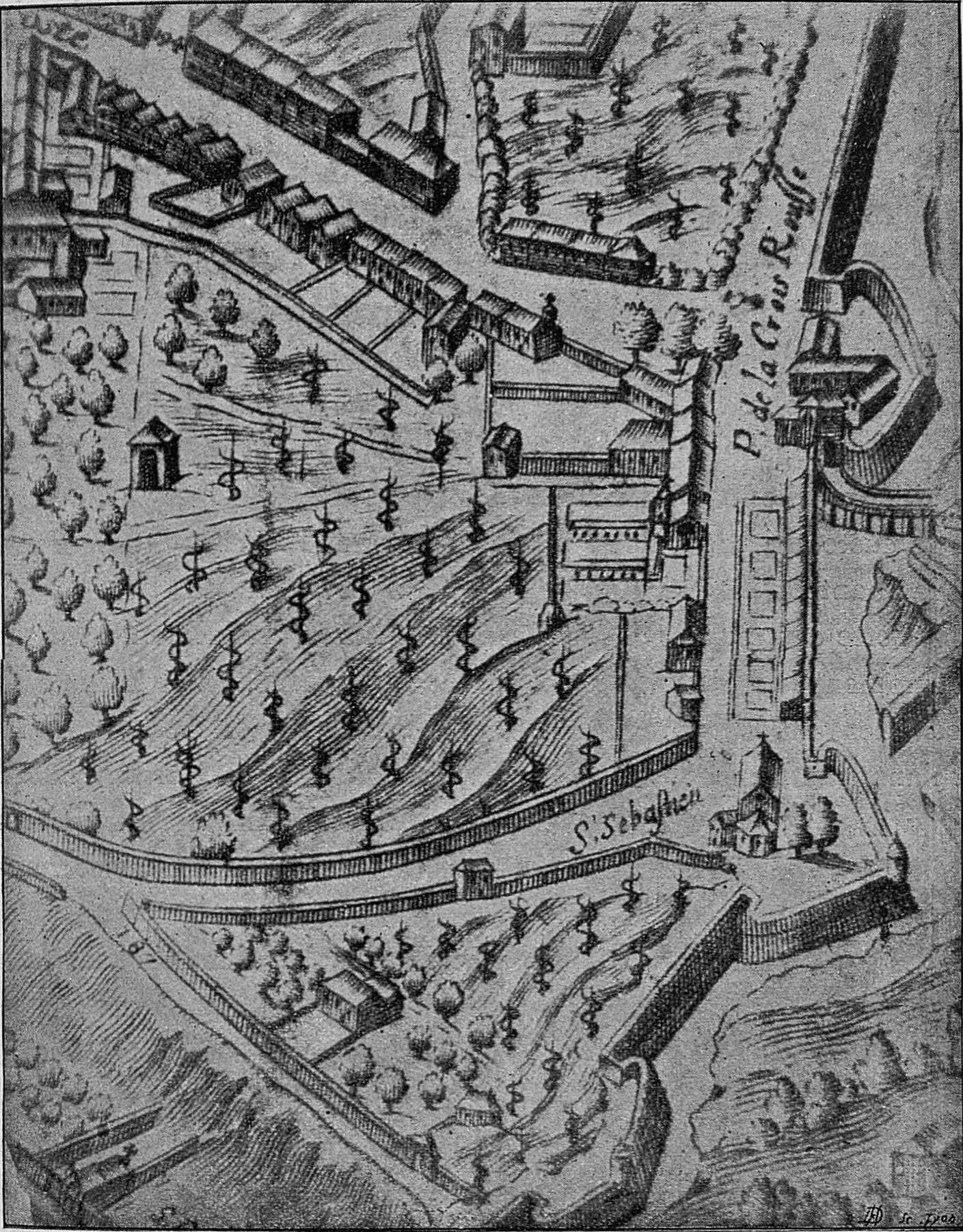
Le couvent sur le plan de Lyon.

En ce qui concerne Lyon, Louise de Ballon envoie des religieuses fonder le nouveau couvent en 1631. Celui-ci s'établit tout d'abord dans la montée du Gourguillon. Cependant, les religieuses ne reçoivent la permission de s'établir à Lyon que le 30 octobre 1632, de Mgr de Richelieu, archevêque de Lyon. Toutefois, celui-ci ne la leur accorde que sous réserve qu'elles « se donneraient au soin des enfants et à divers travaux de miséricorde ».
Dès 1633, la communauté est dans un embarras financier ; en 1635, faute de moyens, elles délaissent la montée du Gourguillon pour s'établir rue du Garet, dans la Presqu'île, tout près de l'actuel Opéra. Enfin, en 1642, les sœurs s'implantent dans leur couvent définitif, dans la montée Saint-Sébastien, « beaucoup plus spacieux et commode », mais qui n'est achevé qu'au milieu du XVIIIe siècle.
Une des caractéristiques les plus défavorables du monastère est d'être situé aux confins des territoires de différentes juridictions, civiles et religieuses, ce qui amène les religieuses à tomber sous le coup de règlements fiscaux nombreux. Menacées de nombreux différends avec des créanciers, les sœurs se voient sauver de leurs dettes par l'intervention d'un nommé Charles Duon, qui fait une avance de quinze mille livres au monastère, ainsi que par les protestations d'amitié de la population, qui voient la présence des sœurs d'un très bon œil.

### Dissolution à la Révolution
À la révolution, les religieuses ne sont plus que sept : les sœurs Guiguet, Ferroussat, Brunier, Maurier, Bourdin et les deux sœurs Peillon. Elles veulent continuer leur vie communautaire. Mais, dès l'année suivante, alors qu'elle ne sont plus que six, l'abbaye est saisie. Les sœurs sont chassées, et le monastère est vendu en un seul lot de trois mille mètres carrés de bâtiments et de cinq hectares environ de terrain non bâtis, comme bien national. L'acquéreur est le négociant en soieries Jean Baptiste Willermoz, qui l'emporte pour cent six mille francs. Ses héritiers conservent le terrain jusque sous le Second Empire.

### La caserne
Sur la partie haute de l'emplacement du couvent sont bâties les ceintures de Lyon, dont une caserne, qui prend naturellement le nom de « caserne des Bernardines ».

### L'église Saint-Bernard
Durant le Second Empire, les héritiers de Willermoz font don du terrain des Bernardines pour la construction d'une église paroissiale desservant le quartier de la Croix-Rousse. En souvenir de la présence durant un siècle et demi de religieuses cisterciennes, l'église qui est construite en 1866 sur le site du couvent prend le nom de Saint-Bernard (en hommage à Bernard de Clairvaux, le cistercien le plus célèbre).

## Le couvent
Le couvent, appelé tardivement « la Divine Providence », couvrait approximativement le quadrilatère formé aujourd'hui par la montée Saint-Sébastien, le boulevard de la Croix-Rousse, la montée de la Grande-Côte et la rue Imbert Colomès. Il surplombait directement le couvent de la congrégation de l'Oratoire, et était situé en face du Couvent des Collinettes, qui abritait les sœurs de Sainte-Élisabeth, de l'autre côté de la montée Saint-Sébastien.
La porte principale donnait sur la montée Saint-Sébastien, et ouvrait côté monastère sur une cour carrée pavée, dotée d'un puits ; la cour était bordée à l'ouest d'une longue cave voûtée, de « dix-huit pieds de long et de neuf de large » (environ six mètres sur trois). Le corps principal de bâtiment était doté d'une galerie « longue de vingt et large de dix coudées » (dix mètres sur cinq environ). Le bâtiment était peu adapté à une vie de prière : la chapelle était de dimensions réduites et très dépouillée. Dans un angle du jardin était située la maisonnette du cordonnier.